# IC 2504
IC 2504 је ознака објекта на координатама са ректансцензијом 9h 38m 33,0s и деклинацијом - 69° 5" 6'. Открио га је Делајл Стјуарт, 23. марта 1901. Каснијим посматрањима на том положају није уочен никакав астрономски објекат.